# Reale e Venerabile Confraternita del Santissimo Sacramento di Mafra
La Reale e Venerabile Confraternita del Santissimo Sacramento di Mafra (in portoghese Real e Venerável Irmandade do Santíssimo Sacramento de Mafra) è un'associazione pubblica di fedeli della Chiesa cattolica, con sede nella Basilica di Nostra Signora e di Sant'Antonio del Edificio Reale di Mafra, in Portogallo.
Ha, tra le altre attribuzioni, la missione di promuovere la solennità del Corpus Domini e organizzare le quattro processioni di Quaresima nella città di Mafra: la Processione della Passione di Gesù o Via Crucis (Procissão do Senhor Jesus dos Passos, in portoghese), che si svolge la seconda domenica di Quaresima; la Processione di Penitenza del Terz'Ordine di San Francesco (Procissão de Penitência da Ordem Terceira de São Francisco, in portoghese), che si svolge la quarta domenica di Quaresima; la Processione dei Sette Dolori della Madonna (Procissão das Sete Dores de Nossa Senhora, in portoghese), che si svolge la Domenica delle Palme; e la Processione del Cristo Morto (Procissão do Enterro do Senhor, in portoghese), che si svolge il Venerdì Santo.
La confraternita ha un importante patrimonio artistico e culturale. Possiede la camicia indossata da Luigi XV di Francia nella cerimonia della sua incoronazione, il 25 ottobre 1722, nella cattedrale di Reims, offerta al re Giovanni V del Portogallo, e conserva un cospicuo numero di statue processionali (considerata la più grande collezione del Portogallo) - una delle quali attribuite allo scultore italiano Anton Maria Maragliano.
È una delle più antiche istituzioni del comune di Mafra ancora in vita, essendo stata fondata nel XVI secolo.

## Storia

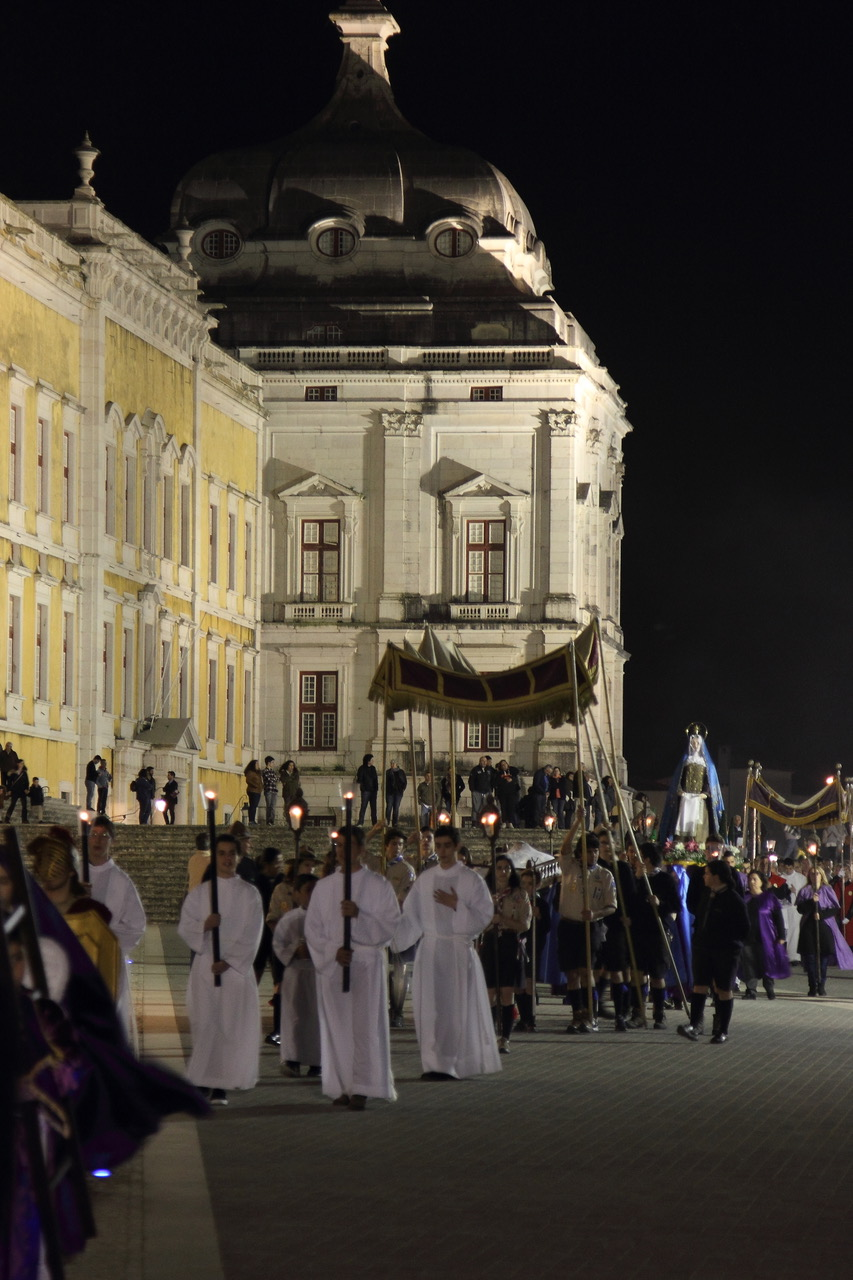
Processione del Cristo Morto

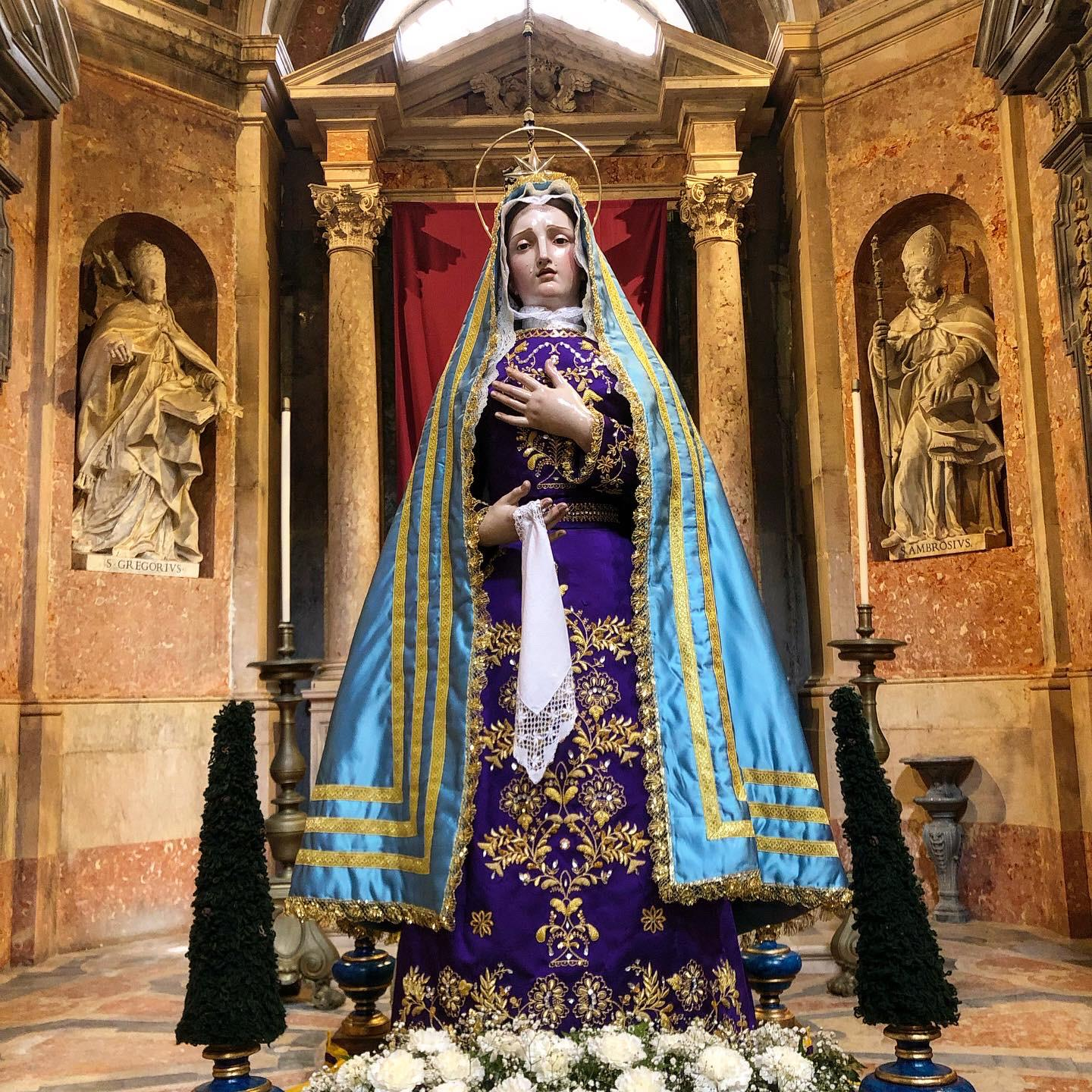
Nostra Signora della Solitudine

La creazione della Confraternita risale al XVI secolo, nella Chiesa di Sant'Andrea di Mafra.
Il primo riferimento documentario alla Confraternita risale al 14 marzo 1597 e dà conto di una clausola nel testamento di Jorge Rodrigues, di 1.100 reales da dare alla "Confraternita del Santissimo Sacramento".
Il documento più antico della Confraternita è lo statuto datato 5 giugno 1725.
Diverse personalità locali e nazionali erano membri della Confraternita, come Tomás Xavier de Lima, tredicesimo visconte di Vila Nova de Cerveira e primo marchese di Ponte de Lima, Segretario di Stato del Regno del Portogallo dal 1 aprile 1786 al 15 dicembre 1788, e il capitano José Máximo de Carvalho, a cui William Beckford fa riferimento in una delle sue opere letterarie, descrivendo l'opulenza della sua casa.
Nel 1835, dopo l'estinzione degli ordini religiosi in Portogallo, la sede della Confraternita passò alla Basilica di Nostra Signora e Sant'Antonio, a Mafra, e fu installata nell'antico corridoio dei novizi, su invito della Regina Maria II del Portogallo.
Nel 1866 ricevette dal Governo Civile il patrimonio dell'estinta Venerabile Confraternita della Penitenza del Terz'Ordine di San Francesco e, successivamente, ricevette anche il patrimonio dell'estinta Confraternita del Signore "dos Passos" di Mafra.
Nel 1953, dopo il ritorno della processione dei Sette Dolori della Madonna, alla confraternita viene affidato "il patrimonio e la responsabilità dell'organizzazione annuale della processione".
Il 13 dicembre 2020, il Papa Francesco ha concesso la pontificia incoronazione della immagine de Nostra Signora della Solitudine, che rappresenta la Vergine Maria nel Misterio della sua Solitudine, tra la Morte e la Risurrezione de suo Figlio. L’immagine è custodita dalla confraternita.